# Luís Caldas Tibiriçá
Luiz Caldas Tibiriçá (São Paulo, 3 de junho de 1913— 2006) foi um geólogo, arqueólogo e lexicógrafo brasileiro, considerado um dos maiores especialistas em línguas indígenas da América do Sul.
Cursou os estudos primários na Escola Paroquial de Santa Cecília, o ginásio no Liceu Coração de Jesus e o científico no Liceu Anglo-Latino. Cursou Geologia na Universidade de São Paulo, com vários diplomas de pós-graduação. 
Desde os 14 anos quando tomou contato com os índios Guarani-Nhandeva, de Itanhaém, e aos 21 anos com muitas tribos do Pantanal: Guaicuru, Andauê, Chiriguano, Terena e outras, passou a interessar-se pelo estudo das línguas indígenas da América e suas origens. Estudou cerca de 200 dialetos e elaborou 83 monografias, das quais foram editadas apenas quatro.
É autor de seis dicionários: Tupi-Português; Guarani-Português; Dicionário de Topônimos Brasileiros de Origem Tupi; Dicionário da Mitologia Universal; Vocbulário Tupi Comparado; Dicionário de Termos Asiáticos e Ameríndios; Estudos comparativos do japonês com línguas ameríndias: evidências de contatos pré-colombianos, etc.
Por 40 anos de sua vida dedicou-se incansavelmente à elaboração de sua obra principal: Dicionário de Raízes Primitivas, cujo objetivo é demonstrar com evidência o monogenismo linguístico.
Foi co-fundador de dois institutos de arqueologia; I.A.B., Instituto de Arqueologia Brasileira (Seção de São Paulo) e I.P.A., Instituto Paulista de Arqueologia. Foi também Diretor do Museu Particular de Jundiaí "Francisco de Matheo" e Membro Titular do Instituto Histórico e Geográfico de São Paulo. 

## Obras
- Dicionário de Topônimos Brasileiros de Origem Tupi ISBN 857119033X
- Estudos comparativos do japonês com línguas ameríndias: evidências de contatos pré-colombianos. São Paulo: Arte & Ciência Editora, 2003. ISBN 8574731153
- Dicionário guarani-português São Paulo: Traço Editora, c. 1989. ISBN 8571190178
- Brasil: corrupção e incompetência. São Paulo: Edições Populares, 1984.
- Dicionário Tupi Português. São Paulo: Traço Editora, 1984.